# Chimaira (romanzo)
Chimaira è un romanzo di Valerio Massimo Manfredi, pubblicato dalla casa editrice Arnoldo Mondadori Editore.

## Trama
È notte, ma al museo di Volterra il giovane archeologo Fabrizio Castellani è ancora immerso nel suo lavoro: ha scoperto che la famosa statua etrusca "L'ombra della sera", che ritrae un giovane fanciullo, nasconde al suo interno una misteriosa anomalia e non vede l'ora di appurare di cosa si tratti e svelare le ragioni di questo enigma. Quand'ecco che una telefonata lo interrompe: una voce femminile gli ingiunge perentoria di abbandonare la sua ricerca, e subito dopo un ululato terrificante lacera il silenzio in cui è immersa la città. Il corpo di un uomo sbranato da una misteriosa belva di dimensioni inimmaginabili viene trovato l'indomani nei pressi di una tomba etrusca di inestimabile valore, sinora sconosciuta e inviolata; a questa morte atroce ben presto se ne aggiungono altre che gettano Volterra nel terrore. Le vittime risultano tutte coinvolte nella profanazione della tomba, in cui Fabrizio, incaricato nello scavo, rinviene i resti del più agghiacciante rituale dell'antica religione etrusca, il Phersu. Nel frattempo, un altro reperto inquieta gli archeologi: un'iscrizione in bronzo che pare riporti una maledizione per un crimine orrendo commesso nell'antichità. Temerario investigatore del passato, Fabrizio, aiutato dalla giovane affascinante ispettrice della soprintendenza Francesca Dionisi, affianca le indagini del tenente Reggiani, brillante ufficiale dei carabinieri. È convinto che un unico evento sia all'origine di tutto.

## Edizioni
- Valerio Massimo Manfredi, Chimaira, prima edizione Omnibus, Arnoldo Mondadori Editore, 2001,  p. 288, ISBN 9788804489269.

- Valerio Massimo Manfredi, Chimaira, Oscar bestsellers, Mondadori, 2002,  p. 245, ISBN 9788804501114.

- Valerio Massimo Manfredi, Chimaira, terza edizione Oscar bestsellers, Mondadori, 24 maggio 2016,  p. 246, ISBN 9788804666998.